# 丁潍
丁潍（1983年10月—），中华人民共和国政治人物、全国脱贫攻坚先进个人。

## 生平
丁潍任甘肃省定西市陇西县副县长（挂职），中国建设科技有限公司亚太建设科技信息研究院有限公司党委工作部主任。因在脱贫攻坚战中作出突出贡献，2021年2月25日全国脱贫攻坚总结表彰大会上，丁潍被授予“全国脱贫攻坚先进个人”。